# Valla de Ceuta
La Valla de Ceuta es la denominación que recibe la frontera hispano-marroquí entre la ciudad autónoma española de Ceuta y la región marroquí de Tánger-Tetuán-Alhucemas.

## Historia

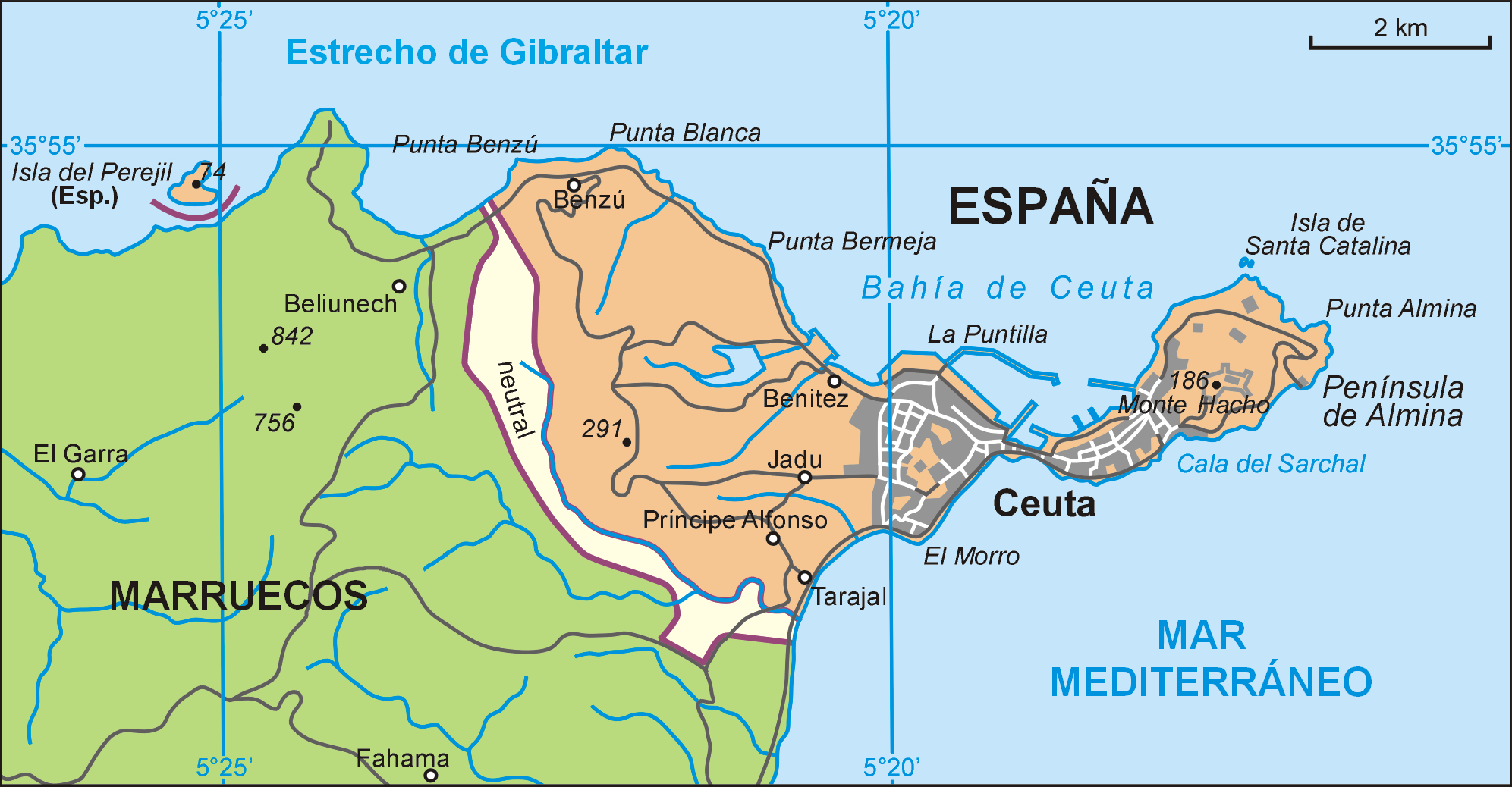
Localización de la valla de Ceuta y zona neutral.

Una primera estructura se estableció en 1971 debido a un brote de cólera en Marruecos. De 1995 data la colocación de una valla de alambre para disuadir los intentos de entrar a España de manera ilegal. Los trabajos continuaron en 1996 por efectivos del Tercio de la Legión y del Cuerpo de Regulares.
En 1999 comienza a sustituirse la valla de alambre de 2,5 metros de altura por otra de acero galvanizado de 3,10 metros de altura y reforzada con alambre de espino. Hasta ese momento se habían gastado 5.680 millones de pesetas en 5 años en las obras de impermeabilización de la frontera.
Posteriormente, se incrementó la altura hasta los 6 metros y después a los 10 actuales, bajo los auspicios del programa europeo Frontex. Además, en 2020 las concertinas fueron sustituidas por peines invertidos.

## Descripción
Tiene una longitud de 8 kilómetros en torno al perímetro de Ceuta. La estructura se compone de vallas paralelas de 10 metros de altura coronadas por peines invertidos. Se complementa con una tercera valla de 2 metros de altura de lado marroquí. Además, existen puestos alternados de vigilancia de fronteras y caminos entre las vallas para el paso de vehículos de las fuerzas de seguridad. Cables bajo el suelo conectan una red de sensores electrónicos de ruido y movimiento. Además, está equipada con luces de alta intensidad, videocámaras de vigilancia y equipos de visión nocturna. 
Se estima que el coste de esta estructura ha sido de 30 millones de euros.

## Críticas

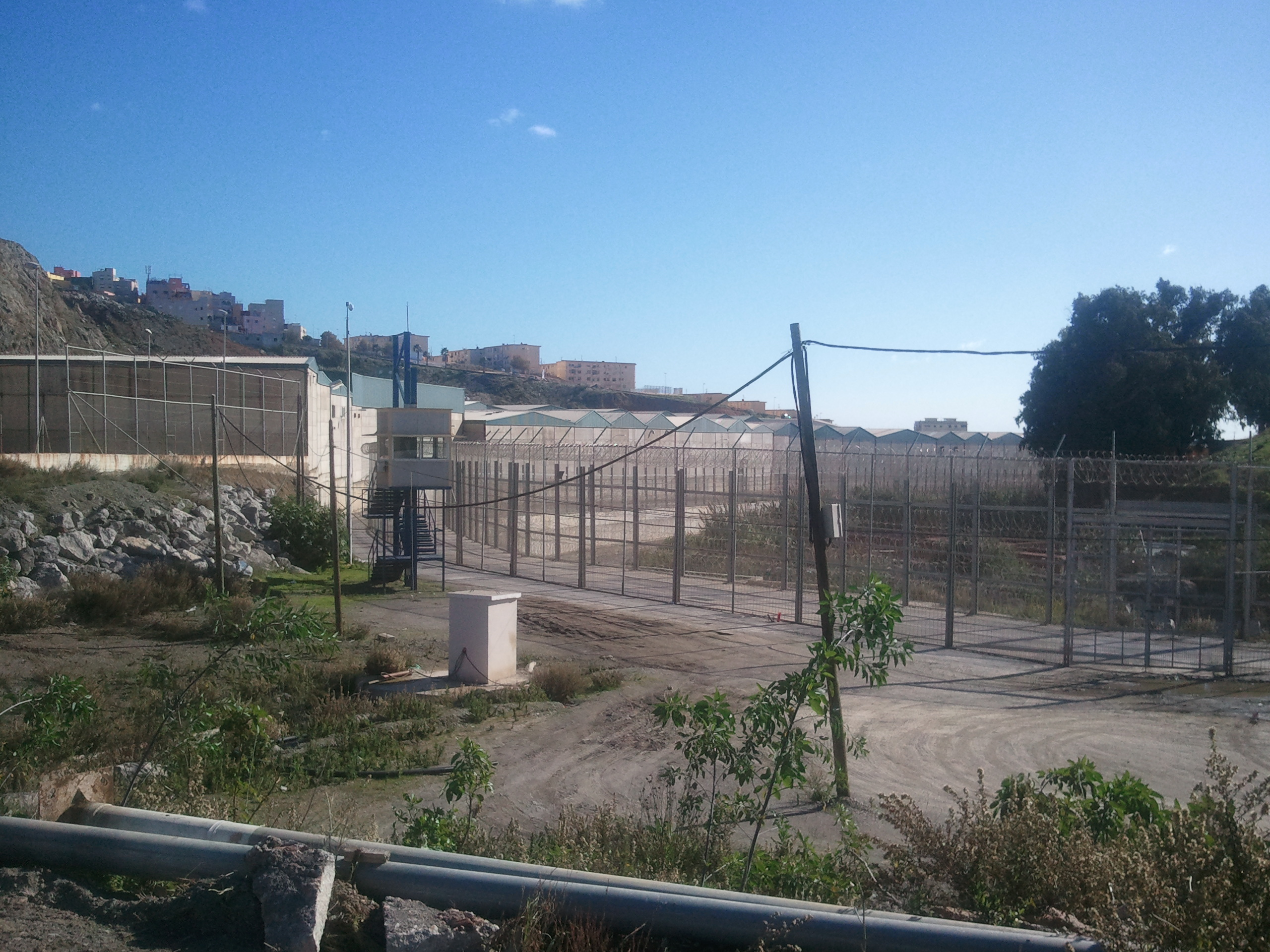
Valla que separa Ceuta (España) con Marruecos, vista desde el lado marroquí.

Las ONG y otros organismos se posicionan en contra del derecho del España y la Unión Europea a defender sus fronteras y controlar los flujos migratorios y otros hechos delictivos que se dan en territorio fronterizo como el narcotráfico o el contrabando. En este sentido han criticado los programas contra la inmigración ilegal de la Unión Europea, el Frontex, además de al Sistema Integrado de Vigilancia Exterior (SIVE). Argumentan, además, que el incremento del control de las rutas de inmigración ilegal vía marítima hacia España suponen el incremento de asaltos a las fronteras terrestres de Ceuta y Melilla.

## Incidentes fronterizos

### 2005: asaltos violentos
En desde finales de agosto y durante el mes de septiembre de 2007 se produjeron asaltos organizados, con una violencia sin precedentes, de centenares inmigrantes ilegales a la valla de Melilla, primero, y a la Ceuta después. La avalancha de inmigrantes ilegales desbordó ambas ciudades y se complementó a la Guardia Civil con una compañía de Regulares y otra de la Legión, con efectos disuasorios. Marruecos asimismo movilizó a 700 efectivos.
Además de heridos entre las fuerzas de seguridad españolas y la Gendarmería marroquí, hubo 5 muertos y heridos entre los asaltantes. Las ONG respaldaron la acción de los inmigrantes ilegales.  El Gobierno de España movilizó tras este incidente a 490 militares y el Gobierno Marroquí a 600. En esta ocasión, 156 personas consiguieron acceder ilegalmente a España.

### 2010
Desde un intento aislado en 2007 no se producían saltos. Sin embargo, en noviembre de 2010 cuatro inmigrantes ilegales lograron acceder a través de la estructura fronteriza. 

### 2011
Tres inmigrantes ilegales cruzaron la valla, resultando heridos por los elementos de su construcción. 

### 2016
El 31 de octubre 232 inmigrantes ilegales indocumentados saltaron la estructura de la valla y entraron en Ceuta. Una nueva avalancha organizada tuvo lugar el 9 de diciembre, cuando 438 personas indocumentadas saltaron la valla y accedieron a Ceuta.

### 2017
El 17 de febrero alrededor 500 personas indocumentadas saltaron la valla y entraron en Ceuta. Los asaltos se repitieron en el 1 de agosto (67 personas) y el 7 de agosto (187 personas).

### 2018: asaltos violentos
El 6 de enero más de 200 personas indocumentadas saltaron la valla y entraron en Ceuta. 
El 26 de julio 602 personas indocumentadas saltaron la valla y entraron en Ceuta, fue una de las entradas más violentas y masivas de los últimos tiempos.
El 22 de agosto 116 personas indocumentadas saltan la valla de Ceuta y hieren a siete agentes con cal viva.